# Universidad Autónoma de Colombia
La Universidad Autónoma de Colombia es una universidad privada colombiana fundada en los años setenta por un amplio número de académicos, la mayoría de ellos docentes universitarios. La FUAC, como también es llamada, tiene su sede principal en el centro histórico de Bogotá denominado la "La Candelaria".  Es también famosa por ser el lugar en donde funcionaba la Clínica Central, sitio en donde murió el caudillo liberal Jorge Eliécer Gaitán en 1948.

## Programas y Facultades
La Universidad Autónoma de Colombia se encuentra dividida en facultades y ofrece los siguientes programas:
| Programa                              | Facultad                                                      | Semestres |
| ------------------------------------- | ------------------------------------------------------------- | --------- |
| Administración de Empresas            | Facultad de Ciencias Económicas, Administrativas y Contables. | 9         |
| Contaduría Pública                    | Facultad de Ciencias Económicas, Administrativas y Contables. | 9         |
| Economía                              | Facultad de Ciencias Económicas, Administrativas y Contables. | 9         |
| Relaciones Económicas Internacionales | Facultad de Ciencias Económicas, Administrativas y Contables. | 9         |
| Derecho                               | Facultad de Derecho.                                          | 10        |
| Diseño Industrial                     | Facultad de Ingeniería.                                       | 10        |
| Diseño de Modas                       | Facultad de Ingeniería.                                       | 8         |
| Diseño Gráfico                        | Facultad de Ingeniería.                                       | 8         |
| Ingeniería Electrónica                | Facultad de Ingeniería.                                       | 10        |
| Ingeniería Industrial                 | Facultad de Ingeniería.                                       | 10        |
| Ingeniería Ambiental y Sanitaria      | Facultad de Ingeniería.                                       | 10        |
| Ingeniería Electromecánica            | Facultad de Ingeniería.                                       | 10        |
| Ingeniería de Sistemas                | Facultad de Ingeniería.                                       | 10        |
| Historia                              | Facultad de Ciencias Humanas.                                 | 8         |
| Filosofía                             | Facultad de Ciencias Humanas.                                 | 8         |
| Estudios Literarios                   | Facultad de Ciencias Humanas.                                 | 8         |

## Programas de Postgrado
La Universidad Autónoma de Colombia ofrece los siguientes programas de postgrado:
Facultad de Derecho
- Derecho Penal y Justicia Transicional
- Derecho Público
- Derecho de Familia
- Derecho Procesal Civil
- Maestría en Ciencias Penales y Forenses
- Maestría en Derecho Público
- Maestría en Derecho Laboral y Seguridad Social

Facultad de Ingeniería
- Planeamiento Energético
- Informática para la Gerencia de Proyectos
- Gerencia de Tecnología
- Automática e Informática Industrial
- Gestión de Productividad y Calidad
- Telecomunicaciones
- Maestría en Desarrollo de Productos Sustentables

Facultad de Ciencias Económicas Administrativas y Contables
- Gerencia Financiera
- Gerencia Estratégica de Costos
- Gerencia Tributaria
- Maestría en Administración de Negocios Internacionales

Departamento de Educación
- en Legislación y Política Educativa
- Ludomatica Aplicada a la Educación
- Edumática
- Gestión Educativa
- Maestría en Edumática

## Maestrías
La Universidad Autónoma de Colombia ofrece los siguientes programas de maestrías:
Facultad de Derecho
- Maestría en Ciencias Penales y Forenses, en convenio con el Instituto Nacional de Medicina Legal y Ciencias Forenses (énfasis en investigación)
- Maestría en Derecho Público
- Maestría en Derecho Laboral y Seguridad Social

Facultad de Ingeniería
- Maestría en Investigación Operativa y Estadística, en convenio con la Universidad Tecnológica de Pereira

- Maestría en Desarrollo de Productos Sustentables

Instituto Superior de Pedagogía (Posgrados en Educación)
- Maestría en Edumática